# Plăișor
Plăișor – wieś w Rumunii, w okręgu Buzău, w gminie Pănătău. W 2011 roku liczyła 198 mieszkańców.